# クボガイ
クボガイ（久保介、学名:Tegula rugata は、ニシキウズガイ上科 クボガイ科に属する巻貝の一種である。ヘソアキクボガイやクマノコガイ、バテイラとともに日本の磯で普通に見られる貝である。茹でて食べると美味い。

## 形態
貝殻
殻は高さ約3cm以下。黒っぽい色で表面が粗く、丸っこい円錐形。多数の螺肋が成長脈と交差しながら密にならぶ。従来属名(シノニム)の Chlorostoma「緑色の口」の通り、殻底の中心部は緑色で、臍孔は無い。内面は平滑で真珠光沢がある。殻幅と殻高の比率は種内で変異がある。
軟体
古腹足類に分類されることから、触角は頭部以外にも足の左右に上足触角が4対ある。腎臓や鰓下腺も左右一対ある。蓋は濃褐色で革質の多旋型。サザエと同様に、内臓が緑色なのはメスでクリーム色なのはオス。はらわたが始まる部分に渦巻き状の胃盲嚢(gastric caecum)が見える。

## 生態
主に底生珪藻類を食べて生きる。北海道南西部での観察によると、冬季には潮間帯から潮間帯下部へ移動して大型藻類の幼胞子体などの摂食量が増加する。繁殖期は主に8月から9月にかけてで、交尾はせずに放精・放卵を行う。

## 分布
北海道南部以南の日本沿岸から朝鮮半島、中国南部にかけての潮間帯の岩礫底。

## 分類
ニシキウズ科 Trochidae のクボガイ亜科に分類されていたが、その後の分子を用いた分類などにより独立したクボガイ科 Tegulidae に分けられるようになった。さらに2021年発表の研究ではリュウテン科に含め、その中のTegulinae (クボガイ亜科)下のTegula属として分類することが妥当であることが示唆されている。

## 類似の種
下に日本産の主な類似種の特徴を記す。
| 種                                | 臍孔   | 底面色 | 殻表面 | 殻の色   | 分布                   |
| --------------------------------- | ------ | ------ | ------ | -------- | ---------------------- |
| クボガイ Tegula rugata            | 閉じる | 緑色   | 凹凸   | 暗灰色   | 日本･韓国～中国南部    |
| ヘソアキクボガイ Tegula turbinata | 開く   | 緑色   | 凹凸   | 暗灰色   | 北海道～九州           |
| クマノコガイ Tegula xanthostigma  | 閉じる | 緑色   | 平滑   | 黒色     | 房総半島以南～中国南部 |
| コシダカガンガラ Tegula rustica   | 開く   | 無色   | 凹凸   | 暗灰色   | 日本･韓国～中国南部    |
| バテイラ Tegula pfeifferi         | 開く   | 無色   | 平滑   | 淡赤褐色 | 東北地方～九州太平洋岸 |

## 人との関係
江戸時代後期の武蔵石壽著『目八譜』に「久保介」としてヘソアキクボガイが紹介されている。海の幸として「磯もの」や「磯玉」と呼ばれ、「シッタカ」(バテイラ)とともに海辺の居酒屋や宿などで、ゆでたものが出ることがある。身は小さいが、はらわたに磯の香りがあり、足には甘みがあって美味しい。